# 聖羅薩區 (帕亞斯卡省)
聖羅薩區（西班牙語：Distrito de Santa Rosa），是秘魯的一個區，位於該國北部安卡什大區的帕亞斯卡省，始建於1917年12月10日，面積298.77平方公里，海拔高度2,370米，2005年人口1,216，人口密度為每平方公里4.1人。